# Pyeongtaek
Pyeongtaek (평택) este un oraș din provincia Gyeonggi-do, Coreea de Sud. A fost format în 940, în timpul dinastiei Goryeo, după unirea a două districte.